# デラウェア州会議事堂

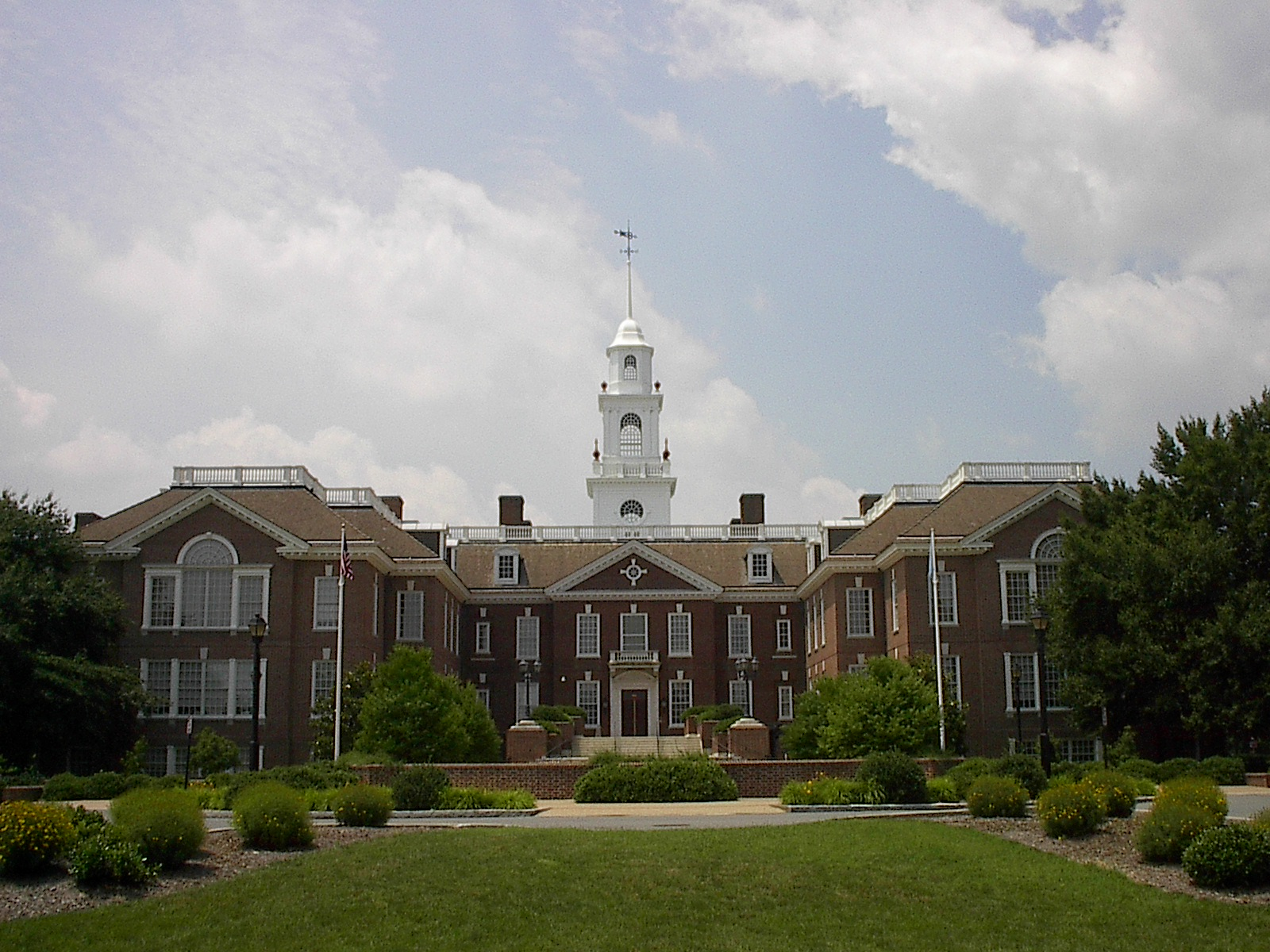
デラウェア州会議事堂

デラウェア州会議事堂（デラウェアしゅうかいぎじどう、Delaware State Capitol）は、アメリカ合衆国デラウェア州の州会議事堂であり、デラウェア州議会の開催場所である。州民からは議会ホール (Legislative Hall) として知られている。現在の議事堂は2代目の建物であり、世界恐慌最中の1933年に完成した。州都ドーバーの中心部に位置しており、国道13号線から裁判所通りを使ってアクセスできる。
旧議事堂は現在の議事堂の西方約400メートルに位置しており、博物館として残されている。

### 地図
- Google Maps
  - 現在の州会議事堂の位置
  - 旧州会議事堂の位置